# Кантона, Жоэль
Жоэль Кантона (фр. Joël Cantona; род. 26 октября 1967, Марсель) — французский футболист, игравший на позиции защитника. Младший брат Эрика Кантона. После завершения карьеры футболиста у него было несколько ролей второго плана в кино.

## Биография
Вырос в футбольной семье. Старший брат — Эрик Кантона. Племянник — Саша Опинель.

### Футбольная карьера
Кантона — воспитанник марсельского «Олимпика». В сезоне 1984/85 начал выступать за вторую команду «Олимпика» в третьем по силе дивизионе Франции, а в следующем сезоне дебютировал за основной состав. Первая игра Кантоны в чемпионате Франции пришлась на встречу против «Лилля» (0:0), состоявшейся 3 апреля 1986 года. Летом 1987 года футболист перешёл в стан «Ренна» из второго дивизиона. Несмотря на забитый гол в первой официальной игре за «красно-чёрных», игроком основного состава Кантона в новом клубе не стал.
После этого он выступал за «Мо», бельгийский «Антверпен», «Анже», «Ла-Рошель», венгерский «Уйпешт» и английский «Стокпорт Каунти». В 1994 году вернулся в «Олимпик», выступавший во втором дивизионе и помог ему вернутся в высший дивизион в сезоне 1995/96, после чего покинул клуб. Завершил карьеру футболиста в 1998 году в стане клуба «Анже».

### Пляжный футбол
С 2000-х годов Жоэль Кантона занимается спортивным маркетингом и организацией мероприятий по пляжному футболу. Через своё агентство он организовывал в частности проведение чемпионат Франции, Евролигу и чемпионат мира 2008 года, прошедший в Марселе. С 2004 по 2012 год являлся ассистентом тренера в сборной Франции по пляжному футболу.

### Кино и телевидение
Вместе со своим братом дебютировал в кино в 1995 году в фильме «Любовь в лугах».

## Достижения
- Серебряный призёр Второй дивизион Франции: 1995/96